# Gidara
Gidara, Raqamatu, Raqmat – w 1 połowie I tys. p.n.e. miasto w północnej Mezopotamii, w rejonie górnego biegu Chaburu, leżące na zachód od Nasibiny i północ od Guzany. Po raz pierwszy pojawia się ono w rocznikach asyryjskiego króla Adad-nirari II (911-891 p.n.e.), które wspominają, iż za rządów jednego z jego poprzedników miasto Gidara, znajdujące się wówczas w asyryjskich rękach, zajęte zostało przez Aramejczyków z plemienia Temanitów, którzy zmienili jego nazwę na Raqamatu. Sam Adad-nirari II w trakcie swej wyprawy wojennej w 898 r. p.n.e. dotarł do tego miasta, obległ je i zdobył. Raqamatu zostało splądrowane, a jego temanicki władca, Muquru deportowany wraz z rodziną do Asyrii. Zdobyte miasto stało się na pewien czas stolicą jednej z asyryjskich prowincji. Znanych jest kilku gubernatorów Raqamatu pełniących urząd limmu (eponima) w okresie pomiędzy rządami Salmanasara III (858-824 p.n.e.) a rządami Salmanasara IV (782-773 p.n.e.). Później Raqamatu włączone zostało najprawdopodobniej do prowincji naczelnego dowódcy wojsk. Według jednej z kronik babilońskich, mówiącej o pierwszych latach panowania Nabopolassara, władca ten podjąć miał w pierwszym roku swego panowania nieudaną próbę zdobycia Raqamatu (Raqmat): „W miesiącu abu, dziewiątego dnia, Nabopolassar [przybył] do Raqm[at] ze swym wojskiem i uderzył na Raqmat, ale nie zdobył miasta. Asyryjskie wojska przybyły (z odsieczą) i wycofał się przed nimi”.
Asyryjscy gubernatorzy Raqamatu (Raqmat) znani z asyryjskich list i kronik eponimów:
- Qurdi-Aszur – w 836 r. p.n.e. pełnił urząd eponima[4];
- Ninurta-aszared – w 812 r. p.n.e. pełnił urząd eponima[5];
- Marduk-szaduni – w 795 r. p.n.e. pełnił urząd eponima[5]:
- Mannu-ki-Adad – w 773 r. p.n.e. pełnił urząd eponima[6].